# Кругляков, Валентин Игоревич
Валенти́н И́горевич Кругляко́в (род. 22 августа 1985, Сексард) — российский легкоатлет, специалист по бегу на короткие дистанции. Выступал за сборную России по лёгкой атлетике в 2004—2012 годах, чемпион Универсиады в Шэньчжэне, победитель командного чемпионата Европы, призёр первенств всероссийского значения, участник чемпионата мира в Берлине. Мастер спорта России международного класса.

## Биография
Валентин Кругляков родился 22 августа 1985 года в городе Сексард, Венгрия. Впоследствии постоянно проживал в Самаре, окончил Самарский государственный архитектурно-строительный университет.
Занимался лёгкой атлетикой под руководством тренера Александра Александровича Лобанова, выступал за Вооружённые силы, Самарскую и Пензенскую области.
Впервые заявил о себе на международном уровне в сезоне 2004 года, когда вошёл в состав российской национальной сборной и выступил на юниорском мировом первенстве в Гроссето, где занял четвёртое место в индивидуальном беге на 400 метров и дошёл до стадии полуфиналов в эстафете 4 × 400 метров.
В 2005 году на молодёжном европейском первенстве в Эрфурте стал седьмым в программе эстафеты 4 × 400 метров.
Будучи студентом, в 2007 году представлял Россию на Универсиаде в Бангкоке, где вместе с соотечественниками Максимом Александренко, Владимиром Антманисом, Дмитрием Буряком, Русланом Баязитовым и Вячеславом Сакаевым завоевал бронзовую награду в эстафете 4 × 400 метров.
В 2009 году в эстафете 4 × 400 метров стал третьим на командном чемпионате Европы в Лейрии, в беге на 400 метров выиграл бронзовую медаль на чемпионате России в Чебоксарах. Благодаря череде удачных выступлений удостоился права защищать честь страны на чемпионате мира в Берлине — стартовал в эстафете 4 × 400 метров на предварительном квалификационном этапе, в финал не вышел. Также в этом сезоне с командой Самарской области получил серебро в эстафете 400 + 300 + 200 + 100 метров на чемпионате России по эстафетному бегу в Сочи.
В 2010 году в 400-метровой дисциплине взял бронзу на зимнем чемпионате России в Москве (изначально занял четвёртое место, но после допинговой дисквалификации Дениса Алексеева переместился в итоговом протоколе на третью позицию). В эстафете 4 × 400 метров стартовал на чемпионате мира в помещении в Дохе, одержал победу на командном чемпионате Европы в Бергене.
В 2011 году на Универсиаде в Шэньчжэне стал четвёртым в индивидуальном беге на 400 метров и победил в эстафете 4 × 400 метров — при этом его партнёрами были Александр Сигаловский, Дмитрий Буряк и Артём Важов.
В 2012 году в беге на 400 метров выиграл серебряную медаль на зимнем чемпионате России в Москве. На чемпионате мира в помещении в Стамбуле дошёл до полуфинала в дисциплине 400 метров и показал четвёртый результат в эстафете 4 × 400 метров. Находился в составе российской эстафетной команды летних Олимпийских игр в Лондоне, однако выйти здесь на старт ему не довелось. Кругляков отмечал позднее, что незадолго до начала турнира к нему подошёл главный тренер сборной Валентин Маслаков и сообщил ему об исключении из команды в связи с проваленным допинг-тестом.
В 2013 году в беге на 400 метров Валентин Кругляков одержал победу на зимнем чемпионате России в Москве и должен был выступать на чемпионате Европы в помещении в Гётеборге, однако сданный им сразу после финиша допинг-тест оказался положительным — в его пробе обнаружили следы анаболического стероидного препарата дростанолона. Летом Кругляков дал интервью британской газете The Mail on Sunday, в котором рассказал о сложившейся в российском спорте порочной системе, при которой спортсмены ежегодно вынуждены платить Московской антидопинговой лаборатории — вне зависимости от того, есть ли у них проблемы с допингом или нет.
В январе 2014 года антидопинговая комиссия Всероссийской федерации лёгкой атлетики приняла решение о дисквалификации спортсмена сроком на 4 года, а его результат на чемпионате России в помещении был аннулирован.